# Joe Coleman
Joseph Coleman (22 novembre 1955) è un artista, pittore e illustratore statunitense conosciuto anche per la sua attività di performer ed attore.
È stato descritto come "il fantasma ambulante della Vecchia America" da sua moglie, la fotografa Whitney Ward, per il suo interesse preponderante per i misteri ed i personaggi storici che popolano spesso i suoi dipinti. Del lavoro di Coleman, il New York Times scrisse che "Se P. T. Barnum avesse assunto Breughel o Bosch per dipingere striscioni da baraccone, questi lavori sarebbero potuti assomigliare all'arte di Joe Coleman." Mentre il tedesco Tagesspiegel di Berlino parla di Coleman, "Come George Grosz negli anni '20, tiene uno specchio drastico fino ai suoi tempi".
Coleman vive e lavora a Brooklyn, New York. Il suo appartamento e studio, chiamato Odditorium, è un museo vivente delle sue ossessioni; una raccolta di manufatti, oggetti e documenti provenienti da chiese, musei delle cere, musei del crimine e musei di patologia.